# Матанович, Юлиана
Юлиана Матанович (хорв. Julijana Matanović; 8 декабря 1959, Градачац, Босния и Герцеговина) — хорватская писательница и ученый.

## Биография
Юлиана Матанович родилась в 1959 году, училась сначала в школе Джурдженоваца, а потом в старшей школе в Нашице. После окончания последней поступила в Университет имени Йосипа Юрая Штросмайера, который закончила в 1982 году, получив диплом по специальности Югославских языков и литературы. В 1998 года защитила докторскую диссертацию в Загребском университете по теме Исторический роман в хорватськой литературе XX века (хорв. Povijesni roman u hrvatskoj književnosti XX. stoljeća).
В 2009 году получила премию «Циклоп» в номинации «Лучшее прозаическое произведение» за сборник «Кто еще боится литературного героя».
Ее работы переведены на украинский, немецкий, венгерский, сербский, болгарский, македонский и словенский языки.
Матанович является автором ряда научных монографий, среди которых «Четыре измерения сомнений» (хорв. «Četiri dimenzije sumnje»), 1989; «Манеризм и барокко» (хорв. «Manirizam i barok»), 1991; «Барокко: с точки зрения современности» (хорв. Barok iz suvremenosti gledat), 1992; «Иван Гундулич» (хорв. «Ivan Gundulić»),1993; «Первое лицо единственного числа» (хорв. «Prvo lice jednine»),1997; «Хорошие обычаи» (хорв. «Lijepi običaji»), 2000.
За свою литературную и литературно-критическую деятельность, кроме премии «Циклоп» (2009), отмечена премиями «Семь секретарей Союза коммунистической молодежи Югославии» (1989), «Иосиф и Иван Козарац» (1997) и «Юлия Бенешич» (2003).

## Избранная библиография
- «Почему я Вам врала» (хорв. Zašto sam vam lagala), 1997.
- «Справка о писателе» (хорв. Bilješka o piscu), 2000, ISBN 9789531421089, OCLC 1019247496.
- (хорв. Lijepi običaji), 2000.
- (хорв. Kao da smo otac i kći) , 2003, ISBN 9789532008517, OCLC 57736760.
- (хорв. Krsto i Lucijan), 2003.
- (хорв. Laura nije samo anegdota), 2005.
- «Кто еще боится литературного героя» (хорв. Tko se boji lika još), 2008, ISBN 9789531208314, OCLC 302231264.
- «Книга женщин, мужчин, городов и расставаний» (хорв. Knjiga od žena, muškaraca, gradova i rastanaka), 2009.